# Автошлях Т 2553
Автошля́х Т 2553 — автомобільний шлях територіального значення у Чернігівській області. Пролягає територією Козелецького району через Надинівку — Красилівку. Загальна довжина — 10,9 км.

## Маршрут
Автошлях проходить через такі населені пункти:
| Автошлях Т 2553      |        |
| Чернігівська область |        |
| Козелецький район    |        |
| Надинівка            |        |
| Красилівка           | E95М01 |